# Vidua obtusa
La viuda coliancha (Vidua obtusa) es una especie de ave paseriforme de la familia Viduidae propia de África.

## Distribución
Se encuentra en Angola, Botsuana, Burundi, República Democrática del Congo, Kenia, Malawi, Mozambique, Namibia, Ruanda, Sudáfrica, Tanzania, Uganda, Zambia y Zimbabue.